# Gwadar

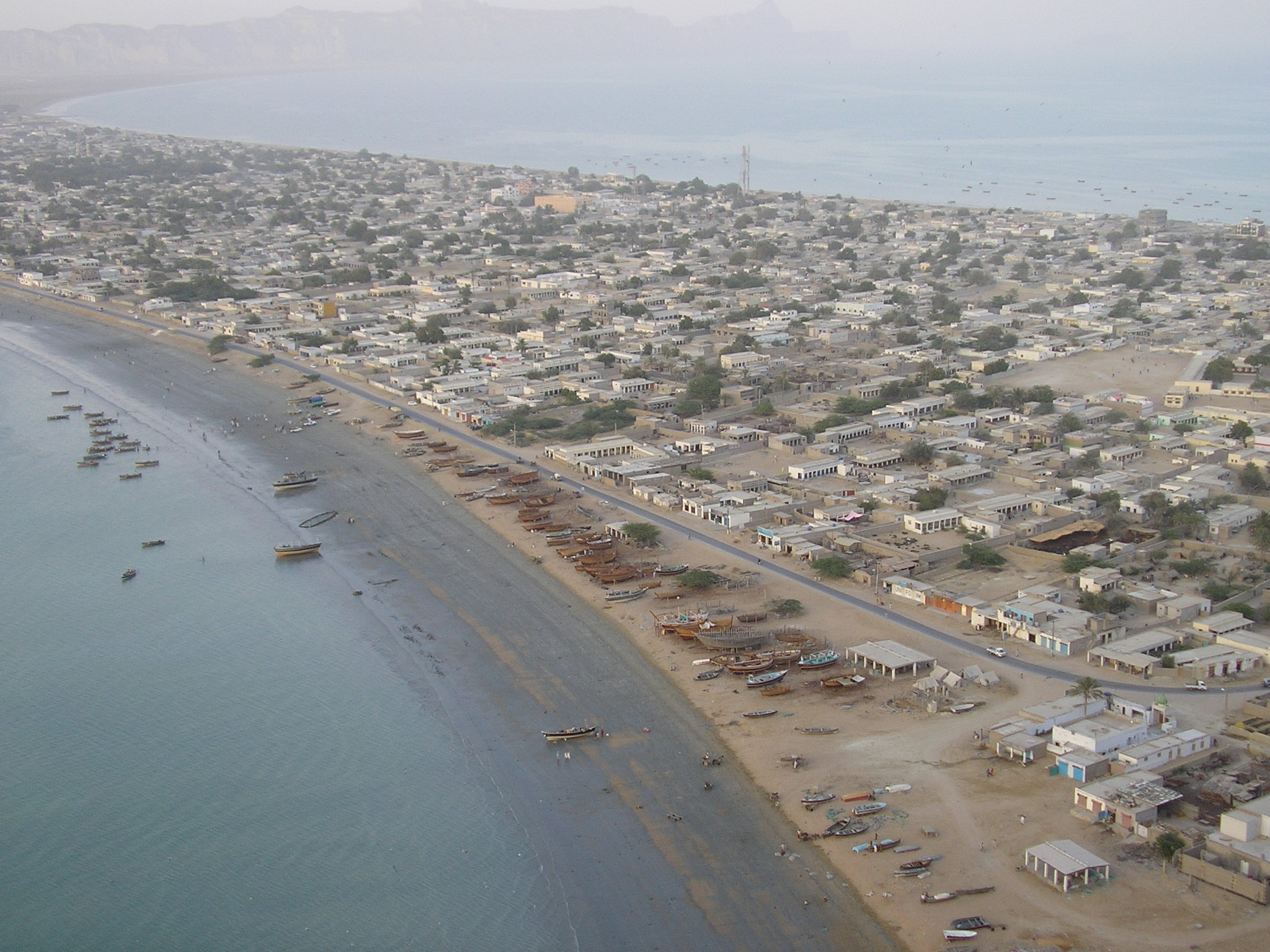
La ciutat

Gwadar (urdú: گوادر) és una ciutat del Pakistan a la costa del Balutxistan a la mar d'Aràbia. El port modern de la ciutat, construït pels xinesos, fou obert el 2007 i fou operacional el 2008. L'aeroport internacional obert també el 2008 ha substituït el petit l'aeroport de Pasni. És capital del districte de Gwadar i del tehsil de Gwadar. La població el 2006 s'estima en 53.080 habitants.

## Història
A l'edat del bronze la regió estava poblada per uns habitants que vivien en els oasis. Va esdevenir la regió de Gedròsia dins l'imperi persa aquemènida, suposadament conquerida per Cir el Gran. La capital de la satrapia de Gedròsia fou Pura possiblement propera a Bampur al Balutxistan iranià (Província de Sistan i Balutxistan). Durant l'expedició d'Alexandre el Gran el seu almirall Nearc va recórrer la costa on assenyala la presència dels ichthyophagoi (menjadors de peix); el país era anomenat pels perses Mahi khoran nom del que va derivar Makran. Després de la caiguda de l'imperi macedoni va ser dominada per Seleuc I Nicàtor però de fet abandonada vers 303 aC. Durant mil anys va restar en mans de les poblacions locals sense participar en la història.
L'exèrcit àrab musulmà de Muhammad ben Kasim va ocupar Gwadar el 711. Va romandre en mans nominals dels califes omeies i abbàssides i l'autoritat es va esvair progressivament; després va ser domini més o menys nominal de diverses dinasties i dels mongols al segle xiii. L'autoritat que hi va exercir l'Imperi Mogol al segle xvi sembla poc consistent. El 1581 la ciutat fou conquerida pels portuguesos i cremada; l'arribada dels balutxis va deixar la ciutat a les seves mans o durant dos segles va restar en mans de les autoritats locals balutxis. Quan Sidi Ali Reis, l'almirall otomà, la va visitar, ja era poblada de balutxis (meitat del segle xvi) i el seu cap llavors era Malik Jelaleddin, fill de Malik Dinar. Poc abans del 1700 fou ocupada pel kan de Kalat.
El 1783 el kan de Kalat Nasir Khan I va concedir Gwadar a Sultan Said Taimur el derrotat sobirà de la dinastia Al Busaid de Mascat. Quan Taimur va recuperar el poder a Mascat va conservar Gwadar on va nomenar un valí o governador el qual va sotmetre la costa de Chah Bahar (actualment a l'Iran). El fort de Gwadar es va construir durant el govern omanita.
El 1958 Gwadar fou cedida a Pakistan i integrada el 1970 a la província de Balutxistan. El 2002 es va iniciar el projecte del port d'aigues fondes que ajudarà a no dependre completament de Karachi al Sind. La primera fase es va acabar el 2004 i l'obra es va acabar el 2007 i fou operacional el 2008. El tehsil està subdividit en cinc unions de concells tres de les quals són de la ciutat:
- Central Gwadar
- Gwadar Southern
- Gwadar Northern